# Camel (banda)
Camel é uma banda britânica de rock progressivo, formada em Guildford, Surrey, em 1971. Liderados pelo guitarrista Andrew Latimer, o grupo lançou quatorze álbuns de estúdio e quatorze singles, além de vários álbuns ao vivo e DVDs. Sem atingir a popularidade de massa, a banda ganhou um culto de seguidores na década de 1970 com álbuns como Mirage (1974) e The Snow Goose (1975). No início dos anos 90, a banda mudou seu estilo para uma direção mais jazzística e comercial, antes de entraram em um longo hiato. Em 1991 o Camel tornou-se independente, passando a lançar seus álbuns por meio de sua própria gravadora.
Apesar de não ter lançado nenhum novo álbum de estúdio após 2002, a banda continuou se apresentando ao vivo, saindo em turnês até 2018. Sua música influenciou artistas como Marillion, Opeth e Steven Wilson. O jornalista musical Mark Blake descreveu Camel como "os grandes heróis anônimos do rock progressivo dos anos 70".

## História

### Mudança deThe BrewparaCamel
O Camel foi formado em 1971 quando os ex-membros do The Brew Andrew Latimer (guitarra), Andy Ward (bateria) e Doug Ferguson (baixo) recrutaram Peter Bardens (teclado). Após uma apresentação inicial para cumprir um acordo com o nome On, mudaram sem nome para Camel e realizaram a 4 de Dezembro sua primeira apresentação no Waltham Forest Technical College em Londres.
Em Agosto de 1972 a banda assinou com a MCA Records e seu álbum de estréia Camel foi lançado seis meses após. Não atingiram o sucesso esperado e mudaram então para a Decca Records. Em 1974 lançaram o segundo álbum, Mirage, no qual Latimer mostrou suas habilidades com a flauta. Apesar de falhar nas paradas regionais, ganhou sucesso nos Estados Unidos, rendendo à banda uma turnê de três meses por lá.
O álbum conceitual e instrumental The Snow Goose, de 1975, inspirado na história de Paul Gallico de mesmo nome, foi um sucesso que trouxe a banda à atenção da mídia. O quarto álbum Moonmadness foi lançado em 1976, continuando o sucesso do anterior, mas foi o último com a então atual formação da banda. Mel Collins (saxofone) reuniu-se com a banda para a turnê seguinte, começando um relacionamento de oito anos com o grupo. Ward estava direcionado para um som mais jazz, o que levou à saída de Ferguson da banda no início de 1977.
Richard Sinclair (anteriormente do Caravan) substituiu Ferguson e essa formação lançou Rain Dances (1977) e Breathless (1978), o segundo sendo o último com Bardens, que anunciou sua saída antes da turnê de suporte ao álbum. Ele foi substituído por Dave Sinclair (primo de Richard e também integrante do Caravan) e Jan Schelhaas (que havia sido membro do Caravan). Os primos Sinclair deixaram a banda após a turnê, tendo sido substituídos por Kit Watkins e Colin Bass.

### Lançamento comercial, retorno ao progressivo e fim da banda
Essa formação lançou o álbum I Can See Your House from Here (1979), mais comercial, e que causou problemas com os patrocinadores por mostrar em sua capa um astronauta crucificado olhando para a Terra. Apesar da reserva dos fãs em relação ao som mais comercial, o álbum termina com a faixa instrumental de dez minutos "Ice", mostrando as habilidades de Latimer com a guitarra.
O Camel retornou aos álbuns conceituais com Nude (1981), baseado na história real de um soldado japonês encontrado em uma ilha vários anos após o fim da Segunda Guerra Mundial, sem saber que a guerra havia terminado. Duncan MacKay foi majoritário no teclado sobre Watkins e Schelhaas, que estavam mais envolvidos em outros projetos, mas que retornaram para a turnê. Este foi o primeiro álbum a contar com as letras da então futura esposa de Latimer, Susan Hoover. Em meados de 1981 Ward parou de tocar bateria devido a abuso de álcool e drogas, e a banda entrou em hiato sem alardes. Anos após foi levado a público que Ward havia tentado suicídio.

### Latimer sem a banda

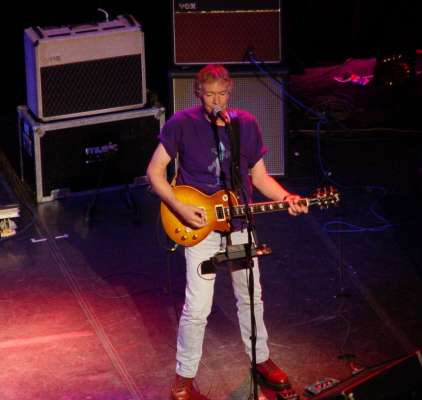
Andy Latimer em concerto em 2003

Sem a banda, mas com um contrato com a gravadora para lançar um hit, Latimer reuniu-se a um grupo de músicos convidados, incluindo David Paton, Chris Rainbow e Anthony Phillips no estúdio Abbey Road no início de 1982. O álbum resultante, ironicamente chamado The Single Factor, estava longe do som anterior da banda levado ao hard rock e rock progressivo, mas foi bem nas paradas e permitiu uma turnê de aniversário da banda, contando com Paton, Rainbow, Watkins, Stuart Tosh (na bateria) e Andy Dalby (na guitarra), todos acompanhando Latimer.
Ton Scherpenzeel (anteriormente da banda de rock progressivo Kayak) reuniu-se com Latimer como novo tecladista do Camel, com Paul Burgess na bateria, para Stationary Traveller (1984). Bass retornou para a turnê, que também contou com Rainbow e Richie Close como segundo teclado.
Após o lançamento do álbum ao vivo Pressure Points no final de 1984, a banda desapareceu da mídia sem anúncios. Após o final do contrato com a Decca, Latimer não tinha interesse em outras gravadoras e mudou-se para a Califórnia.

### O retorno
Após sete anos de hiato, Latimer reviveu o nome Camel com Mickey Simmonds (teclado), Bass e Burgess, gravando o álbum Dust and Dreams, uma evocação à obra de John Steinbeck The Grapes of Wrath. Foi lançado pela gravadora própria de Latimer, Camel Productions.
Em 1993 foi lançado o álbum duplo ao vivo Never Let Go, gravado nos Países Baixos da turnê de 1992 World comeback. No ano seguinte os ex-integrantes Bardens, Ward e D. Sinclair, além do músico convidado Jimmy Hastings formaram o Mirage, tocando várias obras do Camel em apresentações ao vivo, mas terminando logo após.
Em 1997 a banda entrou em turnê pela costa oeste dos Estados Unidos, Japão e Europa, com Latimer em conjunto de Bass, Foss Patterson (teclado) e Dave Stewart (bateria). A turnê resultou em Coming of Age, um CD duplo ao vivo e um DVD.
Em 1999 Latimer, Stewart, Bass e o convidado Scherpenzeel gravaram Rajaz. Inspirada em tempos remotos, a composição é inspirada pelo ritmo dos passos de um camelo para ajudar os viajantes a chegar em seu destino. Stewart deixou a banda quando ofereceram-lhe a chance de gerenciar uma loja de baterias no norte da Inglaterra, antes da turnê seguinte, sendo substituído por Denis Clement. A turnê de 2000 foi realizada com Guy LeBlanc no teclado. Latimer, Bass, LeBlanc e Clement realizaram turnê pela América do Sul em 2001.

### Novos rumos
Em 2002 o quarteto lançou A Nod and a Wink, uma álbum introspectivo, marcado pela presença de Latimer na flauta. Foi dedicado à Peter Bardens, que havia falecido em janeiro do mesmo ano.
Seguindo turnês problemáticas nos últimos anos, a Camel Productions anunciou em 2003 a digressão Farewell Tour. Guy LeBlanc teve que deixar a banda devido a problemas de saúde de sua esposa, sendo substituído por Tom Brislin (nos Estados Unidos) e Ton Scherpenzeel (na Europa).
Latimer iniciou um trabalho de versões acústicas de materiais antigos do Camel, mas desistiu do projeto. Em Outubro de 2006 ele completou uma mudança para voltar ao Reino Unido para continuar o tratamento de uma doença hematológica que descobriu pouco tempo antes , e que acabou levando a realização de um transplante de medula , com pleno êxito . No momento encontra-se em processo de recuperação e um novo álbum do Camel não foi descartado para o futuro .

## Integrantes
| - Andrew Latimer – Guitarra, vocal, flauta, teclado (1971–) - Doug Ferguson – Baixo (1971–1977) - Andy Ward – Bateria (1971–1982) - Peter Bardens – Teclado, vocal (1971–1978) - Mel Collins – Saxofone, flauta (1976–1984) - Richard Sinclair – Baixo, vocal (1977–1978) - Dave Sinclair – Teclado (Turnê de 1978) - Jan Schelhaas – Teclado (1978–1981) - Colin Bass – Baixo, vocal (1979–1981, 1991–) - Kit Watkins – Teclado (1979–1983) - Stuart Tosh – Bateria (Turnê de 1982) - Andy Dalby – Guitarra (Turnê de 1982) |  | - David Paton – Baixo, vocal (1982–1983) - Chris Rainbow – Vocal (1982 e 1984) - Richie Close – Teclado (Turnê de 1984) - Ton Scherpenzeel – Teclado (1984 e 1991) - Paul Burgess – Bateria (1984 e 1991–1992) - Mickey Simmonds – Teclado (1992 e 1996) - Dave Stewart – Bateria (1997–1999) - Foss Patterson – Teclado, vocal (Turnê de 1997) - Guy Le Blanc – Teclado, vocal (2000–2002) - Denis Clement – Bateria (2000–2003) - Tom Brislin – Teclado (Turnê de 2003) - — Integrantes da formação atual. |

## Discografia

### Álbuns de estúdio
| Ano  | Álbum                          | Músicos                                                                                 |
| ---- | ------------------------------ | --------------------------------------------------------------------------------------- |
| 1973 | Camel                          | Andrew Latimer; Peter Bardens; Doug Ferguson; Andy Ward                                 |
| 1974 | Mirage                         | Andrew Latimer; Peter Bardens; Doug Ferguson; Andy Ward                                 |
| 1975 | The Snow Goose                 | Andrew Latimer; Peter Bardens; Doug Ferguson; Andy Ward                                 |
| 1976 | Moonmadness                    | Andrew Latimer; Peter Bardens; Doug Ferguson; Andy Ward                                 |
| 1977 | Rain dances                    | Andrew Latimer; Peter Bardens; Richard Sinclair; Andy Ward; Mel Collins                 |
| 1978 | Breathless                     | Andrew Latimer; Peter Bardens; Richard Sinclair; Andy Ward; Mel Collins                 |
| 1979 | I Can See Your House From Here | Andrew Latimer; Kit Watkins; Jan Schelhaas; Colin Bass; Andy Ward                       |
| 1981 | Nude                           | Andrew Latimer; Jan Schelhaas; Colin Bass; Andy Ward; Mel Collins                       |
| 1982 | The single factor              | Andrew Latimer; Peter Bardens; David Paton; Chris Rainbow                               |
| 1984 | Stationary traveller           | Andrew Latimer; Ton Scherpenzeel; David Paton; Paul Burgess; Mel Collins; Chris Rainbow |
| 1991 | Dust and dreams                | Andrew Latimer; Colin Bass; David Paton; Ton Scherpenzeel; Paul Burgess                 |
| 1996 | Habour of tears                | Andrew Latimer; Colin Bass; David Paton; Mickey Simmonds                                |
| 1999 | Rajaz                          | Andrew Latimer; Colin Bass; Ton Scherpenzeel; Dave Stewart                              |
| 2002 | A nod and a wink               | Andrew Latimer; Colin Bass; Guy Le Blanc; Denis Clement                                 |

### Álbuns ao vivo
- 1978 — A live record
- 1984 — Pressure points
- 1992 — On the road 1972
- 1993 — Never let go (Gravação efectuada a 5 de Setembro de 1992, em Enschede, Países Baixos)
- 1994 — On the road 1982
- 1997 — On the road 1981
- 1998 — Coming of age (Gravação efectuada a 13 de Março de 1997, em Los Angeles, Estados Unidos)
- 2000 — Gods of light
- 2001 — The Paris collection (Gravação efectuada a 30 de Outubro de 2000, no Bataclan-Club, Paris, França)

### Compilações
- 1981 — Chameleon — The best of Camel
- 1986 — A compact compilation
- 1986 — The collection
- 1991 — Landscapes
- 1993 — Echoes
- 1997 — Camel — Master series (25th anniversary compilation)
- 2001 — Lunar sea

### Singles
- 1973 — "Never let go" / "Curiosity"
- 1975 — "Flight of the snow goose" / "Rhayader"
- 1975 — "The snow goose" / "Freefall"
- 1976 — "Another night" / "Lunar sea" (Live)
- 1977 — "Highways of the Sun" / "Tell me"
- 1979 — "Remote romance" / "Rainbows end" / "Tell me"
- 1978 — "Breathless (Sin respiracion)" / "Rainbows end" [Espanha]
- 1980 — "Your love is stranger than mine" / "Neon magic"
- 1981 — "Lies" [Holanda]
- 1982 — "No easy answer" / "Heroes" [Canadá]
- 1982 — "Selva [Holanda]"
- 1984 — "Long Goodbyes" / "Metrognome" (German) [Alemanha]
- 1984 — "Cloak and Dagger Man" / "Pressure points"
- 1984 — "Berlin occidental" Versão estéreo [Alemanha]
- 1984 — "Berlin occidental" Versão mono [México]

## Videografia

### DVD
- 2002 — Coming of age [Gravado ao vivo a 13 de Março de 1997 em Los Angeles, Estados Unidos]
- 2003 — Pressure points [Gravado ao vivo a 11 de Maio de 1984 no Hammersmith Odeon, Londres, Inglaterra]
- 2003 — Curriculum vitae
- 2004 — Camel footage
- 2005 — Camel footage II
- 2007 — Total pressure [Versão integral do vídeo Pressure Points, de 1984]
- 2007 — Moondances

Nota: Os DVDs Curricullum vitae, Camel footage, Camel footage II e Moondances são compostos por gravações de, no mínimo, dois concertos diferentes.